# Ladislau Dobka
Ladislau Dobka (în latină Ladislaus de Doboka) a fost un nobil român transilvănean din secolul al XIV-lea, atestat documentar în anul 1372. 
El este cunoscut pentru faptul că a primit în donație din partea voievodului Vladislav I, cunoscut și sub numele de Vlaicu Vodă, în calitatea sa de rudenie de sânge (consanguineus]), mai multe domenii din Țara Făgărașului, printre care și satul Veneția de Jos.
Deși prima atestare documentară cunoscută a localității Veneția de Jos datează din anul 1235, documentul de donație redactat la Curtea de Argeș în iulie 1372 constitue una dintre cele mai vechi mențiuni scrise păstrate care confirmă statutul așezării ca moșie nemeșească încă din Evul Mediu.
Ulterior, familia Dobka s-a contopit cu mica nobilime românească locală, iar Veneția de Jos a continuat să fie locuită de nobili români (boieri) până în epoca habsburgică.

## Biografie

### Origini și context familial
Ladislau Dobka provenea dintr-un neam nobiliar transilvănean originar din comitatul Dăbâca, fiind fiul magistrului Ioan de Doboka și, potrivit tradiției genealogice, descendent al banului Mikud. Unele surse îl consideră înrudit cu familia domnitoare a Țării Românești, posibil prin doamna Clara de Doboka, soția lui Nicolae Alexandru Basarab, ceea ce l-ar fi făcut văr al lui Vladislav I Vlaicu.
Ladislau a fost căsătorit cu Dorothea din Cluj, fiica unui orășean pe nume David. Nu sunt cunoscuți moștenitori direcți. Este posibil ca ramuri colaterale ale familiei să fi continuat, dar fără documente clare. Tradiții genealogice din secolele următoare leagă familia Dobka de familia boierească Văcărescu, însă această ipoteză rămâne controversată.

### Activitate militară și relația cu Țara Românească
În contextul alianțelor și conflictelor din a doua jumătate a secolului al XIV-lea, Ladislau Dobka s-a remarcat prin sprijinul acordat voievodului Vladislav I în luptele împotriva turcilor și împotriva rămășițelor țaratului bulgar de la Târnovo. Pentru serviciile sale militare, a fost răsplătit printr-un hrisov emis la 15 iulie 1372 de către Vladislav I, care îi dăruia un domeniu semnificativ în Țara Făgărașului.

### Consolidarea în Țara Făgărașului și finalul vieții
După 1372, Ladislau a cumpărat noi terenuri și a întărit controlul asupra moșiilor sale. Un document din 1374 confirmă achiziția unor pământuri în hotarul „Apelor Calde” (probabil Hoghiz). La 2 februarie 1375, un act emis la mănăstirea Cluj-Mănăștur îl menționează ca fiind decedat. Văduva sa, Dorothea, era originară din Cluj.

## Domenii și posesiuni
În anul 1372, voievodul Vladislav I Vlaicu i-a dăruit lui Ladislau Dobka, drept răsplată pentru serviciile militare aduse, un domeniu întins situat pe valea Oltului. Donația includea târgul Șercaia și satele Veneția de Jos, Cuciulata, Hoghiz (menționat și ca Apele Calde) și Dobca. Toate aceste posesiuni i-au fost acordate cu drept de stăpânire ereditară, iar actul de donație subliniază statutul nemeșesc al domeniului.
Ulterior, în anul 1374, Ladislau a achiziționat și alte domenii în apropierea Hoghizului, de la Petru din Veneția, un boier local care îl numea „frate” — probabil în sens de cumnat sau rudenie prin alianță. Această tranzacție întărește ideea că Ladislau Dobka era integrat în rețeaua nobilimii române din Țara Făgărașului, nu doar prin donații domnești, ci și prin alianțe și legături de familie.

## Reprezentare heraldică
Nu s-a păstrat blazonul (stemă heraldică) originar al familiei Dobka. Fiind cavaler, Ladislau a avut probabil un sigiliu propriu, însă nici o descriere a acestuia nu s-a păstrat. Numele Dobka/Doboka sugerează posibilitatea afilierii la clanul nobil Kökényes-Radnót, dar dovezile lipsesc. Orice reconstrucție grafică ar fi ipotetică. Ipoteza că Văcăreștii au preluat elemente dintr-un blazon Dobka nu este confirmată de dovezi directe. până în epoca habsburgică.